# Schirum
Schirum ist ein Stadtteil der Kreisstadt Aurich im Landkreis Aurich in Ostfriesland, Niedersachsen.

## Geschichte
Der Auricher Ortsteil Schirum war bis zur Eingemeindung am 1. Juli 1972 eine selbständige Gemeinde, in der die Landwirtschaft eine entscheidende Rolle spielte. Es ist der südlichste Ortsteil – etwa vier Kilometer vom Stadtzentrum entfernt – ihn durchquert die B 72. Vom früheren Ortskern aus hat sich die ehemalige Gemeinde vor allem nach Südwesten hin entwickelt, dem heutigen Schirumer-Leegmoor.

## Politik

### Ortsrat

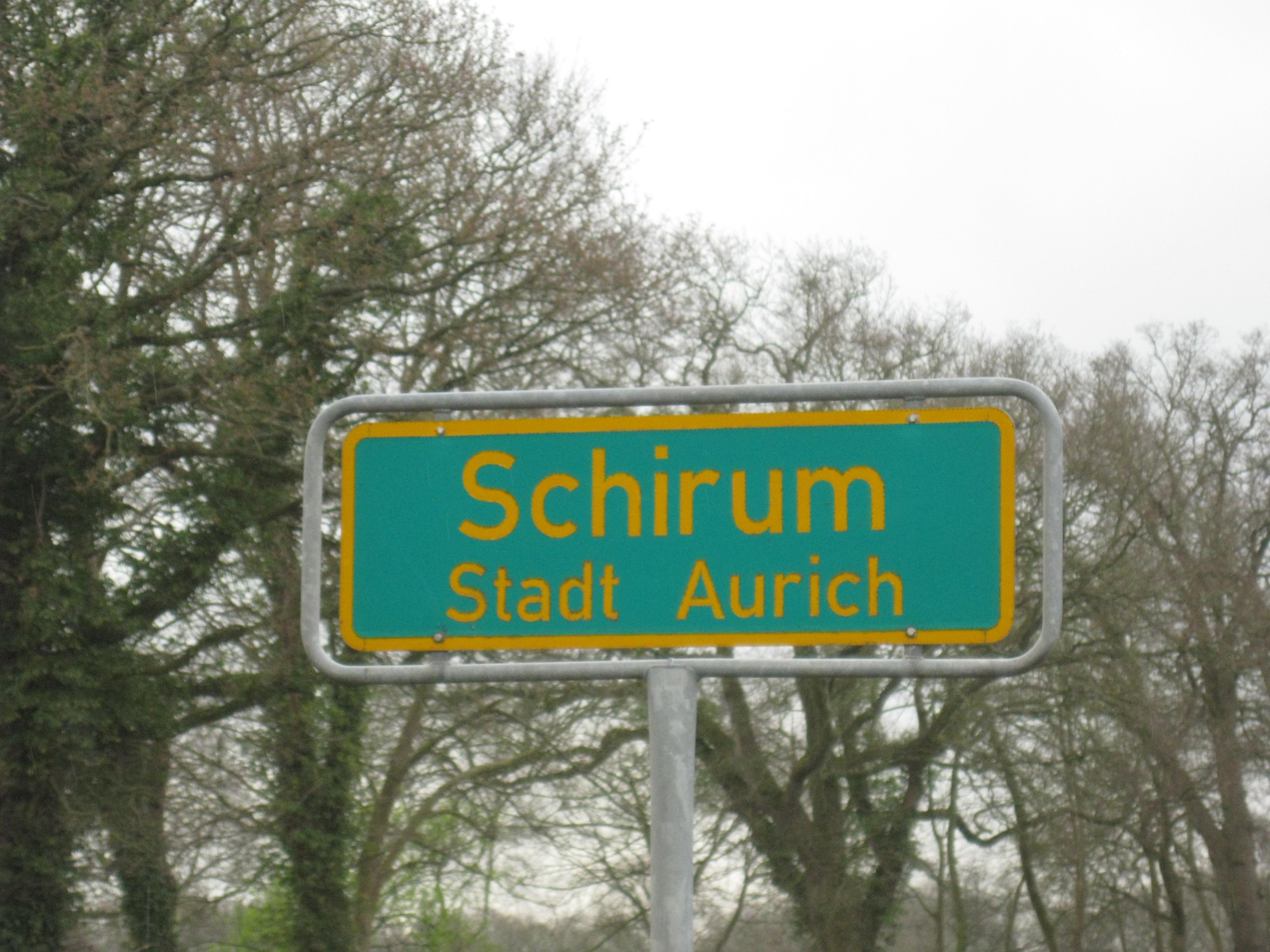
Ortshinweistafel Schirum

Der Ortsrat, der den Auricher Ortsteil Schirum vertritt, setzt sich aus fünf Mitgliedern zusammen. Die Ratsmitglieder werden durch eine Kommunalwahl für jeweils fünf Jahre gewählt. Die aktuelle Amtszeit begann am 1. November 2021 und endet am 31. Oktober 2026.
Bei der Kommunalwahl 2021 ergab sich folgende Sitzverteilung:
| Ortsrat 2021Insgesamt 5 Sitze - SPD: 3 - GfA: 1 - CDU: 1 |

### Ortsbürgermeister
Ortsbürgermeister ist Georg Saathoff (SPD).

## Wirtschaft und Infrastruktur
Touristisch wird hier unter anderem mit dem Ems-Jade-Kanal, dem durch Schirum führenden Ostfrieslandwanderweg geworben. Seit 1996 gibt es das Gewerbegebiet Schirum I – das jüngste Gewerbegebiet Aurichs. Dieses ist mittlerweile um das Gewerbegebiet „Schirum II“ erweitert worden.

## Vereine
- BV "Fortuna" Schirum-Ostersander e. V.
- CrossFit Osmium Aurich-Schirum
- KBV "Free weg" Schirumer-Leegmoor e. V.
- Schützenverein „Waldeslust“ Schirumer-Leegmoor e. V.
- Verein Ostfriesischer Stammviehzüchter eG "VOST" - Vermarktungsstandort Aurich-Schirum

## Persönlichkeiten
- Jann Berghaus (1870–1954), Politiker, geboren in Schirum